# Acanthogorgia gotoensis
Acanthogorgia gotoensis är en korallart som beskrevs av Aurivillius 1931. Acanthogorgia gotoensis ingår i släktet Acanthogorgia och familjen Acanthogorgiidae. Inga underarter finns listade i Catalogue of Life.